# Blackout (альбом Бритни Спирс)
Blackout (рус. Гаснет свет) — пятый студийный альбом американской певицы Бритни Спирс. Релиз состоялся 25 октября 2007 г. на лейблах Jive Records и Zomba Music Group. После эры In the Zone (2003) в жизни певицы началась чёрная полоса: несчастный брак с Кевином Федерлайном, последовавший за ним развод и судебные разбирательства за право опеки над детьми (двумя сыновьями, 14 сентября 2005 г. родился Шон Престон, 12 сентября 2006 г. — Джейден Джеймс), смерть тёти от рака, преследования папарацци, публичные скандалы (в частности, по поводу употребления наркотиков, появления на людях в состоянии алкогольного опьянения, нарушения правил дорожного движения, нервного срыва и бритья головы на лысо), госпитализация. Однако в 2006 г. Бритни приступила к созданию нового альбома, работа над которым началась в 2007 г., в самый разгар трудностей в жизни певицы.
Blackout являет собой частичный уход Спирс от всех прошлых работ. С помощью таких продюсеров, как Danja, Bloodshy & Avant, Шон Гарретт и The Neptunes на различных записывающих студиях в США (включая даже дом Спирс в Лос-Анджелесе) была создана музыкальная основа альбома: электропоп, данс-поп и R&B, с примесью евродиско, дабстепа и фанка; изначальное желание сделать быстроритмичную, хай-энерджи музыку вылилось в атмосферный, мрачноватый альбом-откровение поп-принцессы. В Blackout поднимаются темы разрушающей жизнь славы, пагубного внимания СМИ, богатства, а также секса и клубов.
Альбом получил в основном положительные отзывы от музыкальных критиков, которые похвалили его за концептуальность и прогрессивность звучания по отношению с предыдущими работами. Пластинка также была включена в списки лучших альбомов 2007 года и десятилетия, а авторитетные издания Billboard, Rolling Stone и The Times а также назвали Blackout самым важным явлением в современной поп-музыке. В 2012 году альбом был занесён в архив Зала славы рок-н-ролла.
Blackout знаменит тем, что это первый студийный альбом Спирс, не дебютировавший на первой позиции в США, хотя и сертифицированный позже платиновым статусом Recording Industry Association of America (RIAA). Запись попала в топ-10 нескольких национальных чартов, получив несколько сертификаций. К концу 2011 года мировые продажи альбома достигли 3,5 млн копий.
С Blackout были выпущены три сингла. Лид-сингл «Gimme More» достиг пика на третьей строке в US Billboard Hot 100. Синглы «Piece of Me» и «Break the Ice» достигли 18 и 43 позиции в США соответственно и получили умеренный мировой успех. На этот раз Спирс не устроила масштабного промо; её единственное появление на ТВ с «Gimme More» на Церемонии MTV VMA 2007 вызвало фантастический отклик у общественности и было раскритиковано почти всеми СМИ.

## Предпосылка и создание

Спирс исполняет «Piece of Me» во время The Circus Starring Britney Spears, 2009.

В ноябре 2003 г. во время промокампании четвёртого студийного альбома In the Zone Спирс рассказала Entertainment Weekly, что уже написала песни для дальнейшей работы, и что надеется открыть свой личный лейбл в 2004 г, на котором и будет проходить запись нового альбома. Генрик Джонбэк подтвердил, что принимал участие в написании песен вместе с певицей во время тура The Onyx Hotel Tour, «в автобусе, когда выпадала свободная минутка, и в промежутках между концертами в номере». После свадьбы с Кевином Федерлайном в октябре 2004 г. Спирс объявила на официальном сайте о перерыве в карьере: «Мне надо сделать перерыв, чтобы покайфовать от жизни». Однако 30 декабря 2004 г. она неожиданно появилась на Лос-Анджелесовской радиостанции KIIS-FM, чтобы представить необработанный трек «Mona Lisa», который записала в живую со своей командой во время тура. Эта композиция посвящена теме неминуемого крушения личности под бременем всеобщего внимания и славы. Мона Лиза является здесь собирательным образом знаменитостей, находящихся под пристальным вниманием внешнего мира, и жизни этих знаменитостей соответственно. «Незабываемая» и «непредсказуемая», она всё же обречена завянуть, так и не раскрывшись полностью. Однако вместе с тем, в песне содержится призыв «не падать духом». Бритни хотела, чтобы «Mona Lisa» была первым синглом планируемого в будущем альбома с ориентировочным названием The Original Doll, и надеялась выпустить его до лета [2005] или даже раньше. В январе 2005 г. Спирс разместила другое письмо фанатам:

Мне следует поправить саму себя после предыдущих сообщений, в которых я говорила о перерыве. Я имела в виду, что необходимо воздержаться от какой-либо информации, то есть сделать перерыв для подготовки материала, не смущая никого официальными сообщениями о том, что ещё не сделано….

Представитель Jive Records рассказал о работе Спирс в студии, но при этом предупредил, что никаких альбомов пока не запланировано, и что выпускать «Mona Lisa» на радио никто не намеревался. В итоге «Mona Lisa» была выпущена бонусным CD на DVD Britney & Kevin: Chaotic. (2005). 14 сентября 2005 г. Спирс родила сына Шона Престона. В интервью с People в феврале 2006 г. она рассказала о своей обеспокоенности относительно своих творческих замыслов в ближайшие годы, заметив: «Я соскучилась по путешествиям […], дорогам, различным местам, дружеским вечерам с танцорами и, самое главное, чувству нахождения на сцене — единственному, что я люблю больше всех занятий в мире. Но всё же пауза. Мне нужно снова проголодаться и одичать». На прямой вопрос про новый альбом она ответила: «Пока лишь всё на уровне экспериментов: я играю на пианино дома каждый день, привлекаю разных музыкантов, разбираю звучание то одного, то другого стиля. Честно, я хочу альбом-историю, который бы рассказал о том, что человек взрослеет и совершенствуется только через опыт самовыражения, а также показал путь обычной луизианской девочки и то, как она растёт, оступаясь и поднимаясь вновь. Когда я была маленькая, то и не представляла, какие сюрпризы несёт мне жизнь. Обо всём этом и хочется поделиться со слушателями, в какой форме — пока не знаю. Но записывающий лейбл, нанимая тебя, хочет другого — получить хитовую песню. Ты не можешь полностью раскрыть свой голос и замыслы. Словом, я бы попыталась иметь большее влияние. И нет, я не собираюсь быть как гениальная чертовка Тина Тернер. Впрочем, никогда нельзя говорить наперёд». Бритни также сказала о намерении внести свой вклад в «реактивацию поп-сцены, потому как она пребывает в упадке и поддерживается лишь несколькими талантливыми артистами».
9 мая 2006 Спирс объявила, что беременна вторым ребёнком. Несколько дней спустя продюсеры Джонатан Ротем и Шон Гарретт рассказали MTV News о плодотворной работе со Спирс несмотря на её положение. 12 сентября 2006 Спирс родила второго сына Джейдена Джеймса, а уже 7 ноября подала на развод с требованием оставить право опеки над детьми у неё, объясняя это решение непримиримым разногласием с Федерлайном. Пока длился судебный процесс, Бритни, угнетённая якобы недопустимым поведением Федерлайна и его изменой, а также смертью тёти от рака, стала вести себя на публике скандально, что привлекло внимание всех мировых СМИ. Мелкие проблемы с законом, употребление алкоголя и, возможно, наркотиков, посещение вечеринок в совокупности с неподобающим обращением с детьми предопределили исход судебного процесса не в её пользу. Два раза певицу госпитализировали с целью реабилитации. Каждое событие, связанное с личной жизнью Спирс, становилось главной новостью светских сводок.

### The M+M’s Tour
The M+M’s Tour стал пятым концертным туром Бритни Спирс. Она тайно начала репетиции в месте под названием House of Blues и неожиданно выступила 25 апреля 2007 в ночном клубе Лос-Анджелеса «Forty Deuce». Чуть позже, после появления рекламы «The M+M’s» в House of Blues в Сан-Диего, источники СМИ поняли, кто там выступает, и шоу стало в центре внимания общественности не только потому, что Спирс была целью охоты папарацци и источником всех сенсационных новостей, но и потому, что она не появлялась на сцене с июня 2004 г. Шоу состояло из укороченных версий пяти песен (включая такие хиты как «...Baby One More Time» и «Toxic») и не отличалось сложностью хореографии и большим бюджетом: Бритни меняла костюм только один раз и представляла танцевальные номера без какого-либо реквизита и спецэффектов. Отзывы от критиков были смешанные. Некоторые сказали, что Спирс привела себя отличную форму, другие посчитали шоу «недостойным принадлежать Бритни Спирс». Спекулянты в Сан-Диего продавали билеты с номинальной стоимостью $35 за $200-$500.

## Запись
«Это определенно стиль Бритни - непрекращающееся совершенствование. С такими песнями как, например, Toxic, она вышла на новый уровень, привнесла нечто нестандартное в поп-музыку. Мы поддерживали её во всём. Альбом выйдет нескоро в любом случае, потому что работа находится только в зачаточной стадии. Когда придёт время продвигать альбом, тогда Бритни, в каком бы настроении она ни была, проявит свой профессионализм, я уверен. Главное, что прямо сейчас она счастлива совмещать музыку и материнство».
Первые записи альбома начались в мае 2006 г., согласно представителю певицы. Спирс впервые встретилась с ним в Ротеме в Лас-Вегасе в марте 2006 г. и позвала его работать над новым альбомом после прослушивания «SOS» Рианны. Они написали и записали четыре песни вместе, включая «Everybody» и «Who Can She Trust». В июле 2006 г. Бритни начала работать с Danja, который, в свою очередь, привлёк таких авторов песен, как Кери Хилсон, Джим Бинз, Марчела Арайка и Корте Эллис. Команда написала семь песен для Спирс: «Gimme More», «Break the Ice», «Get Naked (I Got a Plan)», «Hot as Ice», «Perfect Lover», «Outta This World» и «Get Back». Danja объяснил, что процесс создания материала сначала не был труден, так как ему дали довольно много творческой свободы: «Если она чувствовала, что музыка хороша, то отпускала все на самотек. Если же что-то не нравилось, можно было увидеть её в гневе». Хилсон написала слова для «Gimme More» совместно со Спирс после того, как Danja сыграл для исполнительницы инструментальную версию песни. Спирс начала запись с ними в Studio at the Palms в Лас-Вегасе в августе 2006 г., как раз когда была на седьмом месяце беременности. Запись проходила и в доме Бритни в Лос-Анджелесе три недели спустя после родов. Хилсон прокомментировала: «Она выложилась на 150 процентов. […] Я не знаю другой женщины, которая бы сразу после рождения ребёнка так рано взялась за работу». Danja добавил, что, несмотря на проблемы в личной жизни, «Бритни продемонстрировала высочайший уровень сосредоточенности».
Кара Диогуарди, сопродюсер «Heaven on Earth» и, по совместительству, соавтор и сопродюсер «Ooh Ooh Baby» работала со Спирс во время второй её беременности. Диогуарди также отметила усидчивость певицы и назвала её «непреклонной». В ноябре 2006 г. Спирс записала «Radar» с Эзекиль Льюис и Патрик М. Смит из The Clutch на Sony Music Studios в Нью-Йорке. Льюис собирался продюсировать некоторые песни для Бритни, которые, по его мнению, «помогли бы альбому стать нечто большим, чем возвращением великой артистки». Вместе со Смитом он отметил эффектность и профессионализм певицы, несмотря на то, что она поздно приезжала на записывающие сессии. Как добавил Льюис: «Это было что-то с чем-то. […] Мы, находясь в ожидании её приезда в студию, тревожно перешёптывались и заламывали руки от напряжения, поскольку не предвещали ничего хорошего от предстоящего сеанса. Ведь это было безумием: вызывать человека, особенно такого эмоционального, как Бритни, в студию на следующий день после поданного ею иска на развод. Наверное, в отчаянных ситуациях людям свойственно искать утешение в работе, творчестве, любимом занятии. Для неё таковым была музыка». T-Pain, соавтор «Hot as Ice», провёл в студии со Спирс весь февраль 2007 г. Как заявил T-Pain, одна из трёх песен, задуманных ими, была закончена за час: «Она сидела на диване, поглощая доритос или начос, не помню […], но, увидев моё беспокойное лицо, решительно встала, обняла меня, пожала руку и пошла в кабинку к микрофонам. То, как она пела в тот день, я не забуду никогда».
«Heaven on Earth» была написана Николь Морьер, Ником Хантингтоном и Майклом Макгроарти. Морьер, сотрудничавшая до этого со многими артистами, по её же признанию, чувствовала себя не на своём месте, пока не написала «Heaven on Earth». Морьер описала «Heaven on Earth» как песню, изменившую её карьеру. Кристиан Карлссон и Понтус Уиннберг, известные как Bloodshy & Avant, стали соавторами и сопродюсерами четырёх треков: «Piece of Me», «Radar», «Freakshow» и «Toy Soldier». Со времен отвергнутой лейблом Бритни «Sweet Dreams My LA Ex», ответа на песню Джастина Тимберлейка «Cry Me a River», существовало негласное правило не писать о личной жизни певицы, однако, «Piece of Me» сразу полюбился Спирс. Уиннберг заявил: «Мы знали, что эта песня нарушит все наши правила […] Когда она пришла в студию, то была чрезвычайно распсихована. Пока ехала в машине, выучила слова наизусть, а уже в студии записала песню за полчаса». До релиза альбома ЛаБарбера-Уайтс рассказала MTV News, что альбом «показывает огромный прогресс Бритни как музыканта […] Она увлеклась не на шутку. Её исполнительская и авторская магия превратила песни в настоящую хронику откровений большой артистки. Пожалуй, Blackout — самый депрессивный и жуткий альбом Бритни Спирс, но вместе с тем, чрезвычайно гениальный».

## Композиция
"Circus, конечно, легче, чем Blackout. Большинство песен с него было придумано и записано командой и мною самой в не самые лучшие времена, поэтому песни эти мрачны, но тем и хороши. [...] У альбомов абсолютно разная энергетика. Blackout - порочный и дерзкий, и немного более урбанистический, чем Circus."
Danja изначально определил направленность альбома как танцевальную, быстротемповую, заточенную на высокоэнергичную музыку.
Альбом открывает первый сингл «Gimme More» — быстроритмичная данс-поп композиция с элементами электро и фанка. Она начинается со ставшего впоследствии крылатым выражением вступления, произнесённого самой исполнительницей приглушённым голосом: «It’s Britney, bitch» [русск: «Это Бритни, сучка»], что подчеркивает новый образ Бритни Спирс: сексуальный, стервозный и провокационный. Смысл песни, замаскированный под явный сексуальный подтекст, заключается в желании Спирс рассказать об уничтожающем творческую индивидуальность внимании СМИ к её личной жизни. Строчки перед припевом: «Когда мы в танце двигаемся излишне откровенно, начинают сверкать фотовспышки / Они продолжают смотреть, продолжают смотреть». Второй сингл «Piece of Me» — песня в даунтемпо-данс ритме, имеет особенность: намеренные чрезмерные искажения вокала певицы и его обработка вызывает у слушателя чувство звукового раскола, а звуковой эффект в результате рассинхронизации получается как будто «распылённым». «Piece of Me», представляющая собой аллегорический пересказ биографии падений Спирс, повествует о тяжёлом бремени светской славы. Песня почти не поётся, а скорее читается, что создаёт антураж монолога певицы перед общественностью и СМИ. Третий трек с альбома, «Radar», — это электро и евродиско песня при задействовании синтезаторов, имитирующих гидролокаторные вибрации. Поэтому её сравнили с «Tainted Love» Soft Cell (1981). Лирическое наполнение просто: Спирс даёт знать некому парню, что он у неё на радаре, а сама в то время перечисляет его качества, как бы решая, принять парня или нет.
Четвёртая песня и третий сингл «Break the Ice» начинается со строчки «Это было давно / Я знаю, я не должна была заставлять тебя ждать / Но я здесь сейчас». В песне большая роль уделяется бэк-вокалу, в частности, выделяется голос Кери Хилсон, одной из создательницы. Хилсон объяснила, что «Break the Ice» — «история о девушке и парне, […] и девушка в какой-то момент говорит: „Ты немного замерз. Дай мне разогреться и растопить лед“». После припева идёт интересный переход к танцевальной части: Спирс проговаривает «I like this part» [русск: «Я люблю эту часть»]. Эта фраза является отсылкой к треку Джанет Джексон «Nasty» (1986). Пятый трек с альбома, «Heaven on Earth» (рус. Рай земной), вдохновлённый «I Feel Love» Донны Саммер (1977), написан в стиле евродиско и имеет три вокальные линии, проходящие под ритм песни. Спирс назвала эту песню любимой с Blackout. Шестой трек, «Get Naked (I Got a Plan)» — это быстроритмичная танцевальная песня и, пожалуй, самая экспериментальная; она построена как дуэт-перекличка Спирс, которая использует для придания сексуальности свои фирменные вздохи-выдохи, и Danja, поющего припев своеобразным затухающим стоном.. В седьмом треке «Freakshow» применяется «дрожащий» эффект дабстепа. «Пусть другие девчонки впадают в ярость / Я собираюсь трясти задницей / Смотри на того парня», — так гласят слова песни. Во время перехода к припеву вокал Бритни переходит в нижний регистр, тем самым она затрагивает мужские нотки.
После «Freakshow» восьмой трек с Blackout, «Toy Soldier» (рус. Оловянный солдатик), в стиле R&B, напоминает по звучанию Destiny's Child. В нём слышна военная барабанная дробь. В «Hot as Ice», R&B-песне при участии T-Pain в качестве бэк-вокалистов, Бритни берёт высокие ноты. «Я просто девушка, способная сводить мужчину с ума / Я могу заставить парня называть себя красоткой, сделать его своим новым ухажёром», — говорится в песне. Десятый трек с Blackout «Ooh Ooh Baby» представляет собой диковинную смесь фламенко-гитары с музыкальной темой, близкой к композиции «Rock and Roll» Гари Глиттера (1972) и мелодии «Happy Together» The Turtles (1967). Находясь в процессе написания текста этой песни, Кара Диогуарди, по её собственному признанию, была вдохновлена рождением у Бритни сына: «Однажды в студии я посмотрела на них двоих: взрослую, испытавшую многое женщину и ещё совсем маленького человечка, рождённого ею. То, как они смотрели друг на друга и как она держала своего ребёнка — это показалось мне трогательным и интересным. Так что в тексте песни сплелись две темы: любви материнской и любви платонической». «Perfect Lover» также написана в стиле R&B, её лейтмотивом является звонкий восточный ритм Двенадцатый трек «Why Should I Be Sad» — среднеритмичная R&B-песня-посыл к бывшему мужу певицы Кевину Федерлайну Federline.

## Релиз и обложка

Фотографии с альбомного буклета, где Спирс и священник в непристойной позе в исповедальне.

В июне 2007 Спирс запостила сообщение на официальном сайте, в котором попросила помощи с названием альбома. Возможными вариантами были What If the Joke Is on You, Down Boy, Integrity и Dignity. 6 октября 2007 г. Jive Records объявил на пресс-релизе, что альбом будет называться Blackout. Blackout должен был выйти 13 ноября 2007, однако Jive перенёс дату релиза на 30 октября 2007 из-за утечек в сеть материалов альбома. На следующий день Zomba Label Group подал в суд на Переса Хилтона с обвинением в нелегальной добыче и размещении в своём блоге как минимум десяти песен и демо-версий с альбома. Представители Zomba утверждали, что посты появились в течение предыдущих трёх месяцев и требовали нарушителям вещественные убытки и штрафы. 30 июня 2009 стороны представили мировое соглашение о прекращении дела. На следующий месяц окружной суд прекратил дело с преюдицией.
Обложка альбома и фотографии были созданы Эллен фон Унверт. Обложка, изображающая Спирс брюнеткой в белой фетровой шляпе, была выпущена на Jive Records 12 октября 2007 г. Обозреватель для Ottawa Citizen посчитал её дизайн «жутким». Фотосессия Спирс с мужчиной, переодетым в священника, в импровизированной исповедальне вызвала широкий резонанс. На первой фотографии Спирс в чулках в сеточку сидит на коленях у священника, а на второй она в непристойной позе прислоняется к стене исповедальни, в то время как священник с выражением вожделения на лице сидит по другую сторону этой стены. После выпуска фотографий в свет заведующая по коммуникации Кира МакКэффри из Католической Лиги назвала их «дешёвой публичной выходкой с целью продвинуть альбом» и осудила Спирс за «насмешку над католическим таинством». МакКэффри добавила: «Все мы видим, в какой сейчас беде эта девушка, особенно, что касается её отношений с семьёй: юридическую потерю детей, стремительное карьерное падение мало кто переживёт со здоровыми нервами. И сейчас она выпускает этот альбом, так его рекламирует…» Джил Кауфман с MTV сказал, что фотосессия напомнила ему клип Мадонны на песню «Like a Prayer» (1989). В буклете также имеются фотографии пустых стульев с разорванными таблоидными страницами и кадрами из клипа «Gimme More».

## Синглы
«Gimme More» был выпущен главным синглом с альбома. Песня получила смешанные отзывы от критиков. Многие похвалили необычную музыку и смысловую нагрузку песни. «Gimme More» достиг пика на третьей строке в US Billboard Hot 100, став пятым топ-10 хитом в карьере Бритни. Он также достиг пика на первой позиции в чартах Канады и места в топ-5 в пятнадцати странах. Клип вышел в свет 5 октября 2007 г. В нём Спирс играет две роли: порочной стриптизерши, танцующей в клубе на шесте, и обычной посетительницы этого же клуба. Примечательно, что в первом случае у неё волосы чёрные, а во втором белые. Негативные отзывы от критиков были основаны, прежде всего, на скудной, в отличие от предыдущих сложных хореографических клипов, танцевальной части, и чрезмерной сексуальности в танце на шесте, также отмечали недостатки сюжетной линии.
«Piece of Me» был выпущен вторым синглом с альбома. Критики дали песне позитивные обзоры, похвалив его за экспериментальное дапстеп-звучание и дерзкий текст, и назвали его одним из самых ярких треков с Blackout. Rolling Stone поставил песню на пятнадцатую строчку в списке 100 Лучших Песен 2007 Года. «Piece of Me» достигла пика на первой строке в Ирландии и достигла топ-10 в Австралии, Австрии, Канаде, Дании, Финляндии, Новой Зеландии, Швеции и Великобритании. В США она стала вторым синглом с альбома, достигшим высокой позиции в чарте Billboard Hot Dance Club Play. Клип, снятый Уэйном Айшемом, был тепло встречен по всему миру: в нём с правдивой кинематографичностью показана жизнь Спирс, пытающейся будь то через друзей, или ещё как-то запутать папарацци и скрыться от них, уединиться, клип также содержит некую ироническую составляющую. Идея Айшема заключалась в том, чтобы Спирс уверенно смогла передать всю соль ситуации вокруг её персоны. Видео было номинировано в трёх категориях на Церемонии MTV VMA 2008 и выиграло все три, включая и «Видео Года».
«Break the Ice» был выпущен третьим и финальным синглом с альбома Blackout. Он получил позитивные отзывы от критиков, которые посчитали его сильным электронным треком с альбома. Песня получила умеренный успех: достигла топ-10 в Бельгии, Канаде, Финляндии, Ирландии и Швеции и попала в топ-40 в Австралии, Новой Зеландии и во многих европейских странах. В США песня достигла сорок третьей строки в Billboard Hot 100, в то же время достигнув пика на первой строке в Hot Dance Club Songs. Снятый Робертом Хейлсом клип был выпущен 12 марта 2008 г. Он представляет собой супергеройскую аниме-историю, продолжающую сюжет «Toxic»: на сей раз Спирс нужно разрушить особо секретную лабораторию с клонами, среди которых находится и клон её самой.
«Radar» изначально планировалось выпустить третьим синглом с Blackout, согласно Эзекилю Льюису из The Clutch. Вместо этого был выпущен «Break the Ice», а «Radar» сделали четвёртым синглом. Однако релиз был отвергнут снова, когда Спирс начала записывать новый материал для нового шестого альбома — Circus. Позже песня вышла четвёртым синглом с Circus.

## Продвижение

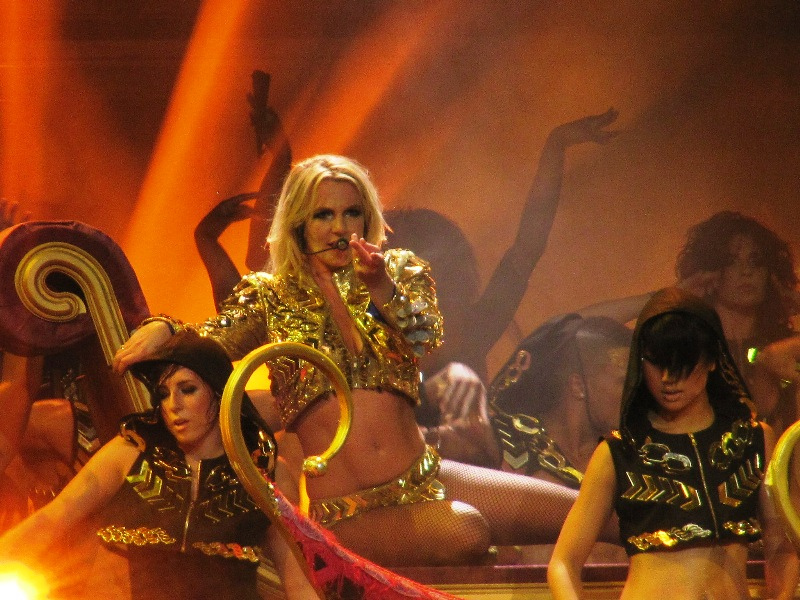
Спирс исполняет «Gimme More» во время Femme Fatale Tour, 2011.

Домыслы СМИ относительно участия Бритни в открытии Церемонии MTV VMA 2007 в Pearl Theatre в Palms Hotel and Casino в Лас-Вегасе 9 сентября 2007 г. подтвердились за 3 дня до этого, 6 сентября. Спирс собиралась исполнить хит «Gimme More», причём в номере должен был появиться иллюзионист Крис Энджел и продемонстрировать несколько фокусов, строились планы о красочном зажигательном выступлении. Однако замысел с иллюзионистом отвергли организаторы шоу в последнюю минуту. В итоге Спирс, отказавшись от сложной хореографии и ранее задуманных сюрпризов для зрителей, вышла на сцену в чёрном, инкрустированном дорогими камнями бикини и чёрных сапогах в сопровождении танцоров, одетых в чёрные наряды, и начала выступление с того, что спела первую строчку легендарной песни Элвиса Пресли 1958 года «Trouble», и уже затем заиграла музыка «Gimme More». Некоторые поул-данс танцоры выступали на маленьких импровизированных сценах среди собравшейся в зале публики. Использование фонограммы и непопадание в неё, отставание Спирс от группы хореографической поддержки, плохой внешний вид и физическая форма стали причинами полного всеобщего разгрома выступления Бритни на церемонии. Джефф Лидс из The New York Times: «Никто не был готов к её фиаско в воскресную ночь. Вместо живости и драйва мы увидели равнодушную Мисс Спирс, которая изрекала случайные слова в жалких попытках попасть под фонограмму, вяло ходила по сцене, в то время как танцоры пытались исправить положение». Винай Менон из Toronto Star прокомментировал: «Спирс смотрелась безнадёжно оцепененной. Она выглядела так, будто её прибило ураганом в Palms Casino Resort. […] Никогда не видел Бритни такой неуклюжей, заторможенной, как будто кто-то налил цемент в её уличные сапоги». Дэвид Уиллис из BBC сказал, что выступление «войдёт в учебники истории как одно из самых худших на MTV Awards». Несмотря на всё это, большинство фанатов певицы считают то появление на MTV VMA 2007 важной вехой в развитии её сценического образа и дерзким уходом от мейнстрима в андеграунд поп-музыки.
В отличие от предыдущих альбомов, Blackout почти не рекламировался в журналах (так как Бритни не желала давать интервью ни одному изданию), на ток-шоу и телевидении, даже не было устроено ни одного тура в поддержку альбома. 27 ноября 2007 г. MTV запустил конкурс «Britney Spears Wants a Piece of You», в котором фанаты могли снять свою версию клипа «Piece of Me», но только используя материал, взятый из интервью и выступлений Спирс. Фанаты смогли совместить видеоматериал и подогнать его под музыку. Работа победителя, выбранная совместно MTV, Jive Records и самой Спирс, вышло в свет на TRL 20 декабря 2007. Победитель также получил девайс от Haier «Ibiza Rhapsody» вместе с однолетней подпиской на Rhapsody, а также полную запись дискографии Спирс, выпущенной в США.

## Отзывы критиков
| Совокупная оценка    | Совокупная оценка |
| Источник             | Оценка            |
| -------------------- | ----------------- |
| Metacritic           | (61/100)          |
| Оценки критиков      |                   |
| Источник             | Оценка            |
| AllMusic             | [ 68 ]            |
| Blender              | (одобрительно)    |
| Robert Christgau     | B+                |
| Entertainment Weekly | B+                |
| The Guardian         | [ 39 ]            |
| NME                  | (4/10)            |
| The New York Times   | (одобрительно)    |
| Pitchfork Media      | (одобрительно)    |
| Rolling Stone        | [ 42 ]            |
| Slant Magazine       | [ 84 ]            |

Blackout получил позитивные обзоры от многих музыкальных критиков за новаторское и экспериментальное звучание. Альбом получил 61 балл из 100 (что означает: «в основном положительные отзывы») на основе 24 обзоров критиков с Metacritic. Стивен Томас Эрльюин, главный редактор AllMusic, сказал: «Альбом уже вошёл в историю как образец идеального данс-попа, что свидетельствует не только об умении продюсеров, но и самой Бритни создавать нечто монументальное, то, что запомнится людям навсегда». Обозреватель из Blender посчитал, что Blackout — самая концептуальная работа Бритни, представляющая собой увлекательный сборник яркого, взрывного электропопа. Марго Уотсон из Entertainment Weekly выразила мнение, что хоть альбом не поэтичен, всё же в нём есть что-то волшебное и развлекательное, а именно — изобилующие энергичным электро-звучанием танцевальные ритмы, которые сделали эффект от самых горячих хитов с альбома ещё действеннее. Обозреватель с NME сказал, что обработанный вокал певицы делает звучание Blackout роботизированным и добавил: «Ему действительно нужно немного больше живого вокала». Том Эвинг из Pitchfork Media назвал «Get Naked (I Got a Plan)» центральной песней альбома, сказав: «Как и большинство песен с Blackout, „Get Naked (I Got a Plan)“ представляет собой великолепное законченное произведение современного данс-попа. Возможно, такой смелый альбом, крик души, если угодно, мог быть выпущен на тот момент только Бритни, и больше никем. Она как будто ходящая катастрофа, взрывает пространство массовой культуры и формирует сызнова, только уже под себя». Диаметрально противоположное мнение высказал Мак Шиллер из PopMatters, объявивший, что Blackout, начиная с совершенно безвкусной обложки, — одноразовый и незапоминающийся альбом. Rolling Stone в лице Мелиссы Маерс посчитал пятый студийный альбом Бритни первым в её карьере, который содержит реальные мысли певицы о своей жизни. Роб Шеффилд, опять же из Rolling Stone, описал Blackout как «одну из самых влиятельных работ в жанре поп-музыки».
Писатель из Slant Magazine Сэл Кинквемани, сравнивая альбомы In the Zone и Blackout, отметил преимущество последнего в плане горячности и сексуальности, однако посчитал, что Бритни как автор песен недалеко ушла после поразительно сильного In the Zone, где она была соавтором большинства песен (в противоположность всего трём трекам на пятой пластинке). Энди Батталья из The A.V. Club назвала Blackout «значительным событием в мире поп-сцены, поскольку каждая песня здесь, безусловно, прогрессивна и, в то же время, странна». Алексис Петридис из The Guardian, выразив восхищение мощным, захватывающим альбомом, поставил вопрос, будут ли люди способны расслышать его содержимое в оглушающем гуле сплетён вокруг фигуры Спирс. Питер Робинсон из The Observer заявил, что Спирс выпустила лучший альбом за всю свою карьеру, одновременно подняв уровень современной поп-музыки". В руководстве для слушателей для MSN Music критик Роберт Кристагау дал альбому оценку B+, сказав: «От „Это Бритни, сучка“ из „Gimme More“ до сингла года „Piece of Me“, от „чувствую тебя глубоко внутри“ из „Ooh Ooh Baby“ до „трогай меня там“ из „Perfect Lover“ этот альбом сочный и концептуалный, мрачный и порочный, весёлый и зажигательный, страшный и правдивый».

## Коммерческое появление

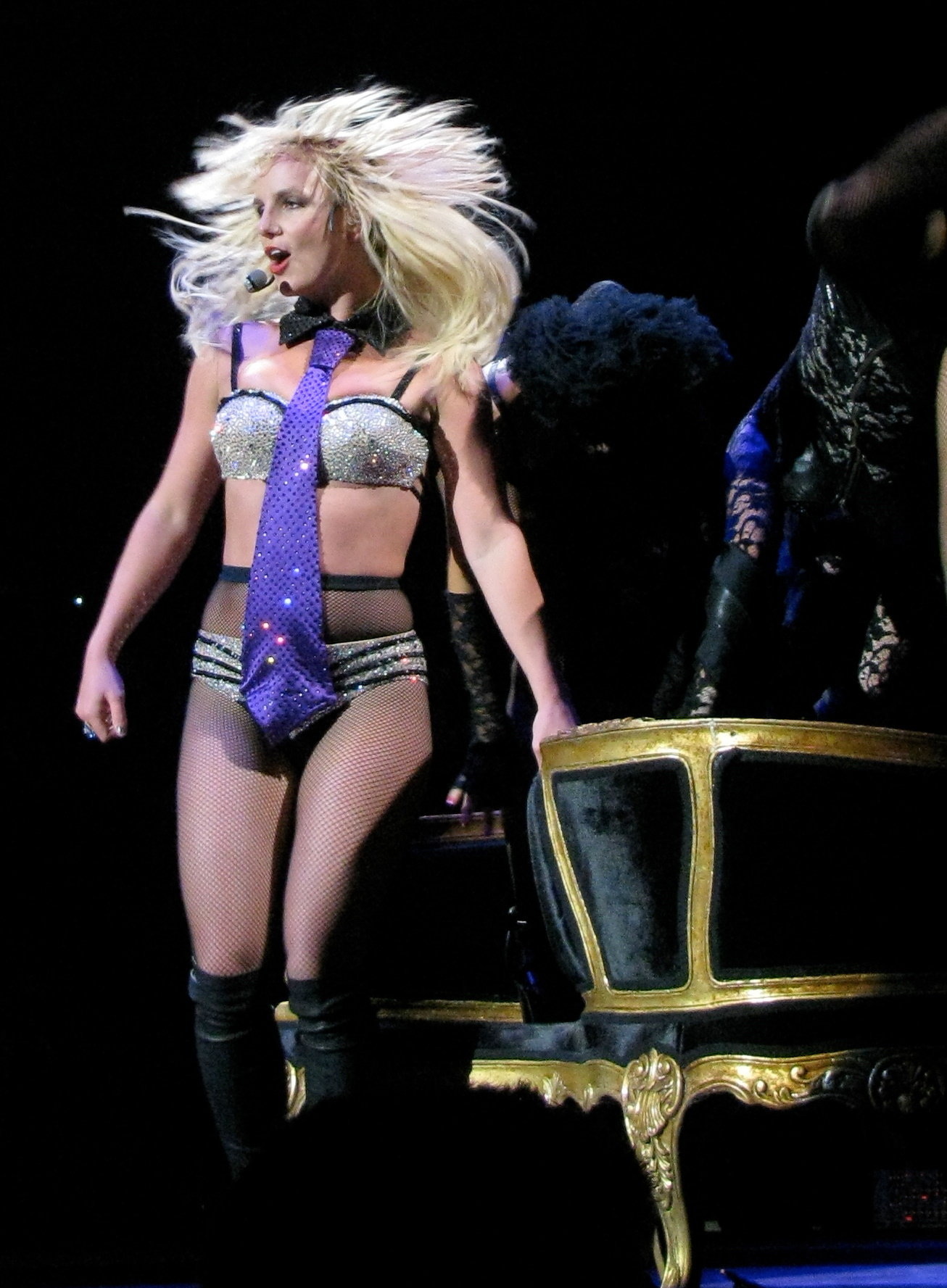
Спирс исполняет «Freakshow» во время The Circus Starring Britney Spears tour, 2009.

Согласно Nielsen SoundScan, Blackout был распродан 124,000 копиями в течение первого дня в США. Джессика Леткеманн из Billboard сравнила их с продажами альбомом номер один с прошлой недели, Carnival Ride Кэрри Андервуд, который распродали 49,000 копиями. Леткеманн также предположила, что Blackout дебютирует на первой строчке Billboard 200. 6 ноября 2007 г. Billboard объявил, что, хотя продажи на первой недели Long Road Out of Eden группы The Eagles обогнали Спирс, Long Road Out of Eden не дебютировала бы на первой строчке чартов из-за запрета эксклюзивной продажи альбомов в розницу (Walmart, в данном случае) с момента появления их в Billboard 200. Главный аналитик журнала и директор по чартам Джофф Мэйфилд был разочарован ситуацией: «Я могу поверить, что Eagles распродали больше, но я не вижу ничего, что подтвердило бы мне это». После полудня того же дня Walmart выпустил пресс-релиз с объявлением, что Long Road Out of Eden был распродан 711,000 копиями. Ночью было объявлено через статью в Billboard.biz о заключении соглашения с Nielsen SoundScan, по которому Billboard позволял доступным только через одного розничного продавца альбомам появиться в чартах. Тогда Long Road Out of Eden достиг верхушки Billboard 200, в то время как Blackout дебютировал на второй строке с продажами 290,000 копий. Он стал первым студийным альбомом Спирс, не дебютировавшим на первой строке, однако установил рекорд как самый продаваемый цифровой альбом среди женщин на первой неделе. После релиза Circus в декабре 2008 г Blackout снова вошёл в чарт на сто девяносто восьмую строку с продажами 4,600 копий. К марту 2015 г. альбом был распродан 1 миллионом копий в США.
В Канаде Blackout дебютировал на верхушке Canadian Albums Chart с продажами 29,000 копий. В последний раз в этой стране такого успеха Бритни достигала с Britney в 2001 г. Альбом был сертифицирован платиновым по данным Canadian Recording Industry Association (CRIA) за продажи 100,000 копий. В Австралии и Новой Зеландии Blackout дебютировал на третьей и восьмой строке соответственно. Он был сертифицирован платиновым по данным Australian Recording Industry Association (ARIA) с продажами 70,000 единиц. Blackout дебютировал на второй строчке в UK Albums Chart с продажами 42,000 единиц, уступив Long Road Out of Eden. Он оставался в чарте двадцать восемь недель и был сертифицирован золотым статусом по данным British Phonographic Industry (BPI) за продажи 100,000 копий. В Ирландии альбом дебютировал на верхушке чартов, сместив Magic Брюса Спрингстина. Blackout также дебютировал на высшей позиции в European Top 100 Albums, обогнав Long Road Out of Eden и e² Эроса Рамазотти, позже он проявил себя в европейском регионе, достигнув топ-10 в десяти странах, включая Швейцарию (4 место), Австрию, Италию, Данию (все — 6 место), Германию и Португалию (все — 10 место). Согласно International Federation of the Phonographic Industry (IFPI), альбом стал тридцать вторым в списке самых продаваемых в 2007 г. К концу 2008 г. Blackout был распродан 3.5 миллионами копий по всему миру.

## Наследие
«Бритни использует автотюн, как Боб Дилан использовал свою гармонику — для создания уникальной атмосферы песен, отдалённого таинственного звукового эффекта. Волна вокального искажения, «дрожащее» дабстеп-оформление композиций придаёт альбому экспрессии, запись кажется безудержно веселой, раздражающей слуховые рецепторы и соблазнительной одновременно. Так вот, в 'Telephone', как и в 'Piece of Me', автотюн даёт такой же эффект, что и губная гармоника  Дилана в 'It Ain't Me, Babe' — просто это новый художественный приём в музыке. [...] Дело не в том, сама ли Бритни руководит процессом обработки своего голоса (а вообще это важно, если речь идёт о поп-звезде?). Своеобразная химия между голосом человеческим и машиной порождает совершенно невиданную доселе звуковую энергию. То, что делает Бритни, на мой взгляд, самая идеальная из звезд и один из лучших поп-артистов нашего поколения, направлено на страстное выражение личности, чувств. Её творчество обращено к субъективному, поэтому кому-то оно может казаться легкомысленным. [...] Абсурд в том, что придание её голосу роботизированных ноток делает его ещё более понятным, знакомым ... человеческим».
Когда Blackout был выпущен, поведение Спирс на публике породило ещё больше слухов и рассуждений. Стивен Томас Эрльюин из AllMusic: «Спирс была артисткой, ассоциировавшейся с невинной соседкой секс-бомбой, но в эру Blackout этот имидж автоматически был заменён на образ истеричной, отчаявшейся женщины, бьющей машины журналистов зонтиком, вытирающей сальные пальцы о дорогие дизайнерские платья, засыпающей на сцене. Каждая новая выходка в глазах общественности превращалась катастрофу и вытесняла из сознания людей представление о её сексуальности». Эрльюин добавил: «Альбом стал символом обдолбанных, пьяных и безумных дней Бритни, он показал ту чрезмерность, которая была выплеснута на все таблоиды. Самое интересное, у альбома есть логичность — то, чего сама Спирс лишилась в повседневной жизни» Келефа Санне из The New York Times сказал, что всю эру Blackout характеризует абсолютное бессилие и психологическая безысходность Бритни: «В любой момент её прошлого в ней было больше желания и жизненной энергии, чем сейчас, в 2007 году» Том Эвинг из Pitchfork Media сравнил всю ситуацию с певицей с американским телевизионным сериалом Твин Пикс: «Ни вот эта история типа „хорошая девочка стала плохой“ сделала альбом таким великолепным, а личные трудности творческого человека, жизнь Бритни вне сцены помогла её экстраординарному альбому».
Многие артисты похвалили Blackout после его выпуска.
Бейонсе сказала в интервью: «Я люблю Бритни, люблю её музыку, люблю её новый альбом».
Рианна также, рассуждая об альбоме, похвалила его многообразие.
Келли Кларксон и Аврил Лавин выразили своё восхищение и пожелали Бритни справиться со всеми невзгодами.
Кеша была также под впечатлением от услышанного и даже переняла некоторые черты пластинки в свои музыкальные работы.
Леди Гага не только положительно высказалась об альбоме после его выхода, но и всячески поддерживала Бритни во время его создания, тем самым сильно повлияв на Спирс и на сам альбом. Критики часто сравнивали музыку Гаги и Бритни, особенно дебютный альбом первой, The Fame, который похож на Blackout тем, что тоже записан в жанре электропопа.
Большие надежды, возложенные на альбом, были оправданы для критиков. Так, Алексис Петридис из The Guardian сказал: «Когда артист переживает историю публичного падения своего имиджа, то у него есть выбор: записать обычную музыку, которая в силах возвратить назад золотые дни и подчеркнуть твою абсолютную нормальность, или же, учитывая все неудачи, отбросить всякие предосторожности и пойти на музыкальный риск, сделав экспериментальный сплав всего, чего только можно, тем самым подтвердить то, что ты съезжаешь с катушек. Спирс выбрала последнее, и это получилось фантастично». Эвинг сказал: «От Спирс все ожидали одну-две извинительные баллады, нежную песню о детях, может быть, сотрудничество с какой-нибудь выдающейся приглашённой звездой. Вы не увидели ни одну из этих вещей, и мне нравится, что Бритни избежала их. Вместо этого — одиннадцать треков сильного, дерзкого, новаторского данс-попа». Эвинг рассказал, что после того, как «Freakshow» просочился в интернет, на форуме фанатов дабстеп-музыки за 24 часа появилось семь страниц обсуждения, которые содержали разнообразные отзывы. «Кажется, когда мейнстрим-течение заимствует элементы андеграундной музыки, это делает поп-культуру более глубокой и разной», — поделился Эвинг и также выдвинул свою версию, почему Blackout стал экономически не так успешен, как предыдущие работы Бритни, объяснив, что из-за нарастающего с каждым годом объёма технических новинок и быстрого проникновения цифровых устройств и гаджетов в музыкальную среду продаваемость всех альбомов резко упала — в онлайн-магазинах потребителям стало проще купить некоторые отдельные треки, чем весь альбом: «Если бы не преждевременное появление песен в сети, стремительное развитие и использование онлайн-сервисов, магазинов и неприспособленность лейблов к современным условиям маркетинга, то Blackout стал бы хитом продаж»
Обозреватели заметили в некоторых песнях использование автотюна вокала Спирс. Тот же Эвинг сказал, что Blackout послужил ещё одним примером того, как узнаваем голос Спирс: «Обработан он или нет: её тонкая южная хрипотца — ни с кем не спутаешь, ведь это голос 00-х. Да, Blackout — пособие по использованию автотюна и вокальной обработки как инструментов студийной записи, но от этого он не становится менее эффектным, даже наоборот, приобретает новые краски». В обзоре демо Спирс «Telephone» Роб Шеффилд из Rolling Stone сравнил эту песню с «Piece of Me» и сказал: «Очередное доказательство того, насколько сильно влияние Бритни на поп-музыку. Люди любят высмеивать Бритни, а почему бы и нет, но если 'Telephone' что-то и показывает, так только то, чтоBlackout — самый обсуждаемый и харизматический альбом последних лет пяти точно». В июне 2012 г. «Blackout» был добавлен в архив Зала славы рок-н-ролла в знак признания важности и влияния альбома на музыку и современную культуру.
В октябре 2012 г. Спирс упомянула о возможности сделать продолжение Blackout, оставив соответствующую запись в Твиттере, в которой поблагодарила фанатов и просто любителей её творчества за тёплые отзывы об альбоме и закончила: «… Blackout 2.0?» В мае 2013 г. Danja сказал, что он не знает, когда выйдет следующий альбом наподобие Blackout, но полагает, что он обязательно будет.

## Список композиций
| №   | Название                   | Автор(ы)                                                                                                | Продюсер(ы)                    | Длительность |
| --- | -------------------------- | --- | ------------------------------ | ------------ |
| 1.  | «Gimme More»               | Nathaniel Hills, James Washington, Keri Hilson, Marcella Araica                                         | Danja                          | 4:11         |
| 2.  | «Piece of Me»              | Christian Karlsson, Pontus Winnberg, Klas Åhlund                                                        | Bloodshy & Avant               | 3:32         |
| 3.  | «Radar»                    | C. Karlsson, P. Winnberg, Henrik Jonback, Balewa Muhammad, Candice Nelson, Ezekiel Lewis, Patrick Smith | Bloodshy & Avant               | 3:49         |
| 4.  | «Break the Ice»            | N. Hills, J. Washington, K. Hilson, M. Araica                                                           | Danja                          | 3:16         |
| 5.  | «Heaven on Earth»          | Michael McGroarty, Nick Huntington, Nicole Morier                                                       | Freescha, Kara DioGuardi       | 4:52         |
| 6.  | «Get Naked (I Got a Plan)» | Corte Ellis, N. Hills, M. Araica                                                                        | Danja                          | 4:45         |
| 7.  | «Freakshow»                | C. Karlsson, P. Winnberg, H. Jonback, E. Lewis, P. Smith, Britney Spears                                | Bloodshy & Avant, The Clutch   | 2:55         |
| 8.  | «Toy Soldier»              | C. Karlsson, P. Winnberg, Magnus Wallbert, Sean Garrett                                                 | Bloodshy & Avant, Sean Garrett | 3:22         |
| 9.  | «Hot as Ice»               | T-Pain, N. Hills, M. Araica                                                                             | Danja                          | 3:16         |
| 10. | «Ooh Ooh Baby»             | K. DioGuardi, Fredwreck Nasser, Eric Coomes, B. Spears                                                  | Fredwreck, Kara DioGuardi      | 3:28         |
| 11. | «Perfect Lover»            | N. Hills, J. Washington, K. Hilson, M. Araica                                                           | Danja                          | 3:02         |
| 12. | «Why Should I Be Sad»      | Pharrell Williams                                                                                       | The Neptunes                   | 3:14         |

| №                   | Название                            | Автор(ы)                                                    | Продюсер(ы)         | Длительность |
| ------------------- | ----------------------------------- | ----------------------------------------------------------- | ------------------- | ------------ |
| 13.                 | «Outta This World»                  | Danja, Jim Beanz, Hilson, Araica                            | Danja, Jim Beanz    | 3:44         |
| 14.                 | «Everybody»                         | J. R. Rotem, E. Kidd Bogart, Annie Lennox, David A. Stewart | J. R. Rotem         | 3:17         |
| 15.                 | «Get Back»                          | Ellis, Danja, Araica                                        | Danja, Jim Beanz    | 3:49         |
| 16.                 | «Gimme More (Paul Oakenfold Remix)» | Danja, Jim Beanz, Hilson, Araica                            | Danja, Jim Beanz    | 6:06         |
| Общая длительность: | Общая длительность:                 | Общая длительность:                                         | Общая длительность: | 1:00:43      |

## Над альбомом работали
- Бритни Спирс — вокал, композитор, ведущий продюсер
- Klas Åhlund — композитор, бас, бас-гитара
- Marcella "Ms. Lago" Araica — композитор, программист
- Джим Бинз — композитор, вокальный продюсер, бэк-вокал
- Bloodshy & Avant — композитор, продюсер, программист, бэк-вокал, гитара, бас-гитара, клавишные
- Erik «Baby Jesus» Coomes — композитор, бас, гитара, бас-гитара
- Том Койн — промоутер
- The Clutch — продюсер
- Kara DioGuardi — композитор, продюсер, бэк-вокал
- Корти Еллис — композитор, бэк-вокал
- David M. Erlich — координатор продюсеров
- Николас Фликт — миксмейкер
- Fredwreck — композитор, продюсер, гитара, клавишные
- Freescha — композитор, продюсер
- Sean Garrett — композитор, продюсер, бэк-вокал
- Брайан Гартен — инженер
- Марк Грэй — помощник инженера
- Харт Гюнтер — помощник инженера
- Гери Хейден — арт-директор, дизайнер
- Keri Hilson — композитор, вокальный продюсер, бэк-вокал
- Nate "Danja" Hills — композитор, продюсер
- Ник Хантингтон — композитор
- Кара Бриджинс Хачистон — координатор продюсеров
- Ken «Duro» Ifill — инженер
- Henrik Jonback — композитор, бас, гитара
- Ezekiel «Zeke» Lewis — композитор, бэк-вокал
- Манго — программист
- Тони Мазерати — миксмейкер
- Nicole Morier — композитор, бэк-вокал
- Балева Муххамед — композитор
- Джеки Мёрфи — арт-директор, дизайнер
- Глен Накасако — арт-директор, дизайнер
- Кэндис Нельсон — композитор, бэк-вокал
- The Neptunes — продюсер, аудио инженер, миксмейкер, бэк-вокал
- Брайан Патуральски — инженер
- Робин Карлссон — бэк-вокал
- Rob Skipworth — помощник инженера
- Мик Сноу — помощник инженера
- Patrick Smith — композитор
- T-Pain — композитор, бэк-вокал
- Рон Тейлор — редактирование
- Францеска Толот — макияж
- Ellen von Unwerth — фотограф
- Windy Wagner — бэк-вокал
- Милес Уокер — engineer
- Theresa LaBarbera Whites — A&R
- Патти Уилсон — стилист
- Jordan «DJ Swivel» Young — инженер

## Синглы
| Информация                                                                                               | Примечание | Другие издания            |
| --- | --- | ------------------------- |
| «Gimme More» - Дата выпуска: 25 сентября 2007 (iTunes) - United World Chart — 2 - (Europe) — 1           | Авторы: James Washington • Keri Hilson • Marcella Araica • Nate Hills Достиг 3 места в чарте Billboard Hot 100 • став одним из самых успешных синглов Спирс | -                         |
| «Piece of Me» - Дата выпуска: 27 ноября 2007 - United World Chart — 6 - (Europe) — 5                     | Авторы: Klas Åhlund • Christian Karlsson • Pontus Winnberg                                                                                                  | -                         |
| «Break the Ice» - Дата выпуска: 7 апреля 2008 (Великобритания) - United World Chart — 20 - (Europe) — 26 | Авторы: Marcella Araica • Keri Hilson • Nate Hills | -                         |
| «Radar» - Дата выпуска: 18 июля 2008 (радио США) - United World Chart - - (Europe) -                     | - | Circus (студийный альбом) |

## Позиции в чартах
| Чарты (2007)                 | Высшая позиция |
| ---------------------------- | -------------- |
| Australian ARIA Albums Chart | 3              |
| Billboard 200                | 2              |
| Dutch Albums Chart           | 14             |
| French Albums Chart          | 2              |
| Irish Albums Chart           | 1              |
| Italian Albums Chart         | 6              |
| New Zealand Album Chart      | 8              |
| UK Albums Chart              | 2              |